# Scolecomorphus kirkii
Scolecomorphus kirkii es una especie de anfibio gimnofión de la familia Scolecomorphidae.
Es una especie endémica de la parte centrooriental de África: habita en las montañas del sur de Malaui y en las montañas de la región central de Tanzania.